# Centrolepis monogyna
Centrolepis monogyna är en gräsväxtart som först beskrevs av Joseph Dalton Hooker, och fick sitt nu gällande namn av George Bentham. Centrolepis monogyna ingår i släktet Centrolepis och familjen Centrolepidaceae.

## Underarter
Arten delas in i följande underarter:
- C. m. monogyna
- C. m. paludicola